# Radstädter Tauern
Die Radstädter Tauern sind eine Gebirgsgruppe der zentralen Ostalpen in Österreich. Zusammen mit den Schladminger Tauern, den Rottenmanner und Wölzer Tauern und den Seckauer Tauern bilden die Radstädter Tauern die Großgruppe der Niederen Tauern. Das Gebirge befindet sich im Osten des österreichischen Bundeslandes Salzburg zwischen den Oberläufen der Flüsse Enns und Mur.

## Geografie

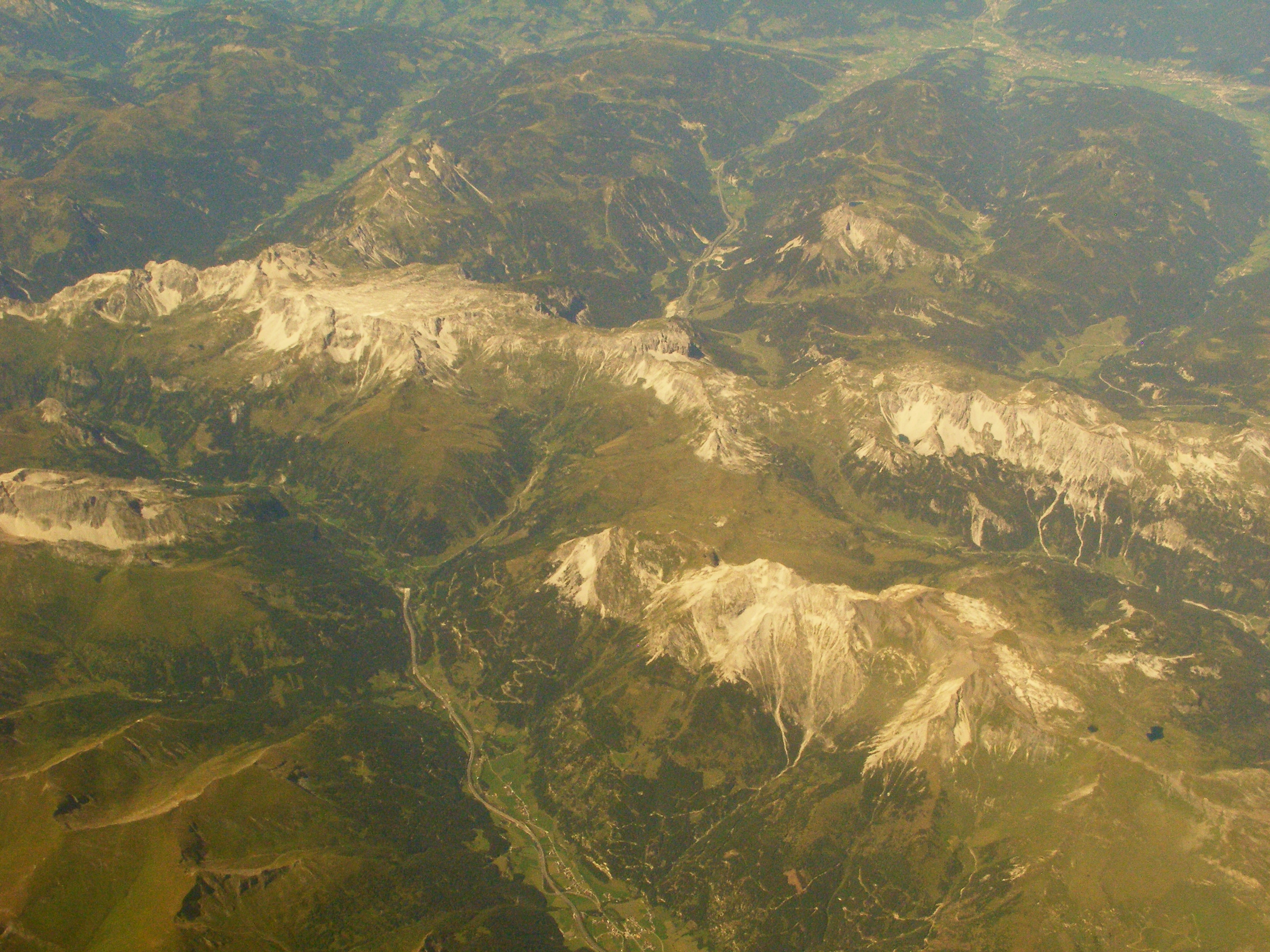
Luftbild der Radstädter Tauern: vorne Zederhaus, rechts Tweng-Lantschfeld, hinten v. l. n. r. Kleinarl, Flachauwinkel, Zauchensee, Untertauern (annotiert)

### Lage
Die Radstädter Tauern bilden den westlichsten Teil der Niederen Tauern. Sie liegen in den beiden Salzburger Bezirken Lungau und Pongau. Im Süden und Südwesten grenzen sie an die Hohen Tauern, im Osten an die Schladminger Tauern, während sie im Nordwesten vom Salzachtal und im Norden vom Ennstal begrenzt werden. Namensgeber ist der Ort Radstadt im Ennstal.

### Benachbarte Gebirgsgruppen
Die Radstädter Tauern grenzen an folgende Gebirgsgruppen der Alpen:
- Schladminger Tauern (im Osten)
- Nockberge (im Südosten)
- Ankogelgruppe und Hafnergruppe (im Westen)
- Salzburger Schieferalpen (im Norden)

### Umgrenzung
Nach der Alpenvereinseinteilung der Ostalpen wird die Gruppe durch folgende Linie im Uhrzeigersinn umgrenzt:
Wagrainer Bach von der Einmündung in die Salzach – Wagrainer Höhe – Litzlingbach bis Einmündung in die Enns – Enns bis Radstadt – nördliches Taurachtal – Obertauern – südliches Taurachtal – Mauterndorf – Neuseß – Mur – Murtörl – Kreealpenbach – Großarlbach bis Einmündung in die Salzach – Salzach bis Einmündung Wagrainer Bach. Insgesamt umfassen die Radstädter Tauern ca. 725 km².

### Verkehr
Die Radstädter Tauern werden an ihrem Ostrand vom Radstädter Tauernpass (1738 m ü. A.) überquert und seit etwa 1970 durch den Tunnel der Tauernautobahn (A10) unterquert.
Im Norden und Süden des Gebirges verlaufen die Bahnen und Bundesstraßen des obersten Ennstales und Murtales.

### Gipfel
- Weißeck (2711 m ü. A.)
- Hochfeind (2687 m ü. A.)
- Mosermandl (2680 m ü. A.)
- Faulkogel (2654 m ü. A.)
- Speiereck (2411 m ü. A.)
- Gamsspitzl (2340 m ü. A.)

### Seen
- Tappenkarsee

## Tourismus

### Schutzhütten
- DAV-Haus Obertauern, 1735 m
- Draugsteinhütte, 1714 m
- Franz-Fischer-Hütte, 2001 m
- Kleinarler Hütte, 1754 m
- Speiereck-Hütte, 2074 m
- Sticklerhütte, 1752 m
- Südwiener Hütte, 1802 m
- Tappenkarseehütte, 1820 m

### Skigebiete
Die skiläuferische Nutzung der Radstädter Tauern konzentriert sich um den Ort Obertauern und auf die Skigebiete im Norden und Nordwesten, etwa Altenmarkt-Zauchensee oder Flachau. Die Radstädter Tauern sind aber auch als Skitourengelände bekannt, wobei viele auch die Gnadenalm als Ausgangspunkt nutzen.